# Juan Bautista Cabrera Ibarz
Juan Bautista Cabrera Ivars (Benisa, Alicante; 23 de abril de 1837 - Madrid, 18 de mayo de 1916) fue un poeta, historiador eclesiástico y teólogo anglicano español, primer obispo de la Iglesia Española Reformada Episcopal (1896-1916), hermano del capitán, político liberal y periodista Francisco de Asís Cabrera Ivars, director de El Centinela de Benisa (1901-1905).

## Biografía
Nacido el 23 de abril de 1837 en la localidad alicantina de Benisa, profesó en la orden escolapia en 1853 con el nombre de Juan de la Purísima Concepción y fue destinado al Colegio-seminario de Albarracín, en Teruel, donde se imbuyó de ciencias, teología, patrística y liturgia. Fue ordenado diácono por el obispo de Segorbe el 16 de marzo de 1861 y presbítero por el arzobispo de Valencia el 15 de marzo de 1862, ganándose fama de erudito. Concluidos sus estudios, se consagró por su cuenta a aprender griego, hebreo, inglés e italiano, profundizando en especial en el estudio de la liturgia española antigua. 
Imbuido de ideas anglicanas y próximo al Protestantismo, a causa de ser amigo y corresponsal de varios protestantes encausados en Granada, entre otros José Alhama, Manuel Matamoros y Miguel Trigo, abandonó la Orden de Clérigos Regulares de las Escuelas Pías y se refugió en 1863 en Gibraltar de la persecución religiosa, corriente y legal por esos tiempos en España; allí se casó el 22 de septiembre de 1863 con Josefa Latorre, a la que había conocido en Gandía y de la que tuvo larga descendencia. Se mantuvo enseñando matemáticas y dibujo y frecuentó las iglesias metodista y anglicana. Tradujo los primeros cuatro volúmenes de la Exposición histórica y doctrinal de los Treinta y Nueve Artículos de la Iglesia Anglicana de Edward Harold Browne, que publicó en Londres (1867, 68, 71 y 72). 
Tras la Revolución de 1868 y auspiciado por la Sociedad de Evangelización de España (SEE), sentó el cimiento de la Iglesia Española Reformada el 25 de abril de 1868 una vez obtuvo del general Prim la garantía de que en España habría libertad de cultos; se trataba de una rama escindida de la Iglesia evangélica española, confederación de rito presbiteriano de todas las iglesias evangélicas españolas, salvo las denominaciones de los Bautistas y Hermanos. Así pudo reunir congregaciones en Sevilla (27-XII-1868) y Madrid y escribió numerosos versos, muchos de ellos himnos religiosos para los oficios, y revisó, con Cipriano Tornos y otros, la versión española de los Evangelios en 1905. 
Dirigió la Iglesia Española Reformada de Sevilla y sostuvo allí polémicas con sacerdotes católicos, como Francisco Mateos Gago y Fernández (1827-1890) y la sátira del chantre Cayetano Fernández Cabello, entre otros. En noviembre de 1874 sustituyó al fallecido Antonio Carrasco Palomo en la Iglesia Evangélica del Redentor de Madrid a petición de los parroquianos y se hizo cargo de La Luz, escribiendo además diversos libros y poemas. En 1880, reunido en Sevilla un sínodo con representantes de Málaga y Madrid para organizar la Iglesia Española Reformada Episcopal, fue nombrado primer obispo de la misma y fue consagrado por tres obispos de la Iglesia de Irlanda; en años sucesivos la dotó de una liturgia (1881 y 1883) para la que rescató el rito mozárabe. Ingresó en la masonería en la misma logia que Sagasta y falleció el 18 de mayo de 1916. Un año antes de morir había sido elegido miembro de la Hispanic Society of America. Está enterrado en el Cementerio civil de Madrid. Su hijo Fernando Cabrera Latorre organizó los tres primeros Congresos Evangélicos Españoles.
Fundó y dirigió el semanario El Cristianismo (Sevilla, 1869-1871: 42 números) y escribió e imprimió El celibato forzoso del clero (1870), Himnario para uso de las Iglesias Evangélicas Españolas (1871), Liturgia (1881 y 1883), Catecismo de Doctrina Cristiana (1887), Manual de Controversia Cristiana (1900), Poesías Religiosas y Morales (1904) y La Iglesia en España hasta la invasión sarracena (1914). Canto Memorial, una autobiografía rimada, apareció póstuma un año tras su muerte.

## Memoria histórica
El 16 de mayo de 2012, el Ayuntamiento de Benisa anuncia la celebración de una serie de conferencias en conmemoración del 175 aniversario del nacimiento de Juan Bautista Cabrera Ivars, en las que participarán diversos especialistas y personalidades. El 175 aniversario concluirá con una mesa redonda, presidida por Bernat Capó (el periodista e historiador que ha sido el principal impulsor de la conmemoración) en la que está previsto que participen representantes de la Iglesia católica y de la Iglesia anglicana.

## Obras
- El celibato forzoso del clero (1870; reimpreso en Barcelona: Clie, 1990)
- Himnario para uso de las Iglesias Evangélicas Españolas (1871)
- Liturgia (1881 y 1883)
- Catecismo de Doctrina Cristiana (1887)
- Manual de Controversia Cristiana (1900)
- Poesías Religiosas y Morales. Poesías infantiles (1904; reimpreso facsímil en Benissa, 1980)
- La Iglesia en España hasta la invasión sarracena (1914)
- "Canto Memorial", publicado póstumamente en La Luz en números consecutivos 1007 (enero de 1917) al 1016 (octubre de 1917).